# Schistocerca carneipes
Schistocerca carneipes är en insektsart som först beskrevs av Jean Guillaume Audinet Serville 1838.  Schistocerca carneipes ingår i släktet Schistocerca och familjen gräshoppor. Inga underarter finns listade i Catalogue of Life.